# Шум з глибин
Шум з глибин (англ. A Noise from the Deep) — американська короткометражна кінокомедія Мака Сеннета 1913 року з Роско Арбаклом в головній ролі.

## Сюжет
Мейбл і Роско люблять один одного, але її батько хоче, щоб вона одружилася за іншого хлопця. І тоді Роско з Мейбл організовують нещасний випадок.

## У ролях
- Мейбл Норманд — Мейбл
- Роско ’Товстун’ Арбакл — Боб
- Чарльз Ейвері
- Нік Коглі
- Еліс Девенпорт
- Вільям Хаубер
- Чарльз Інслі
- Едгар Кеннеді
- Аль Ст. Джон